# Mi lenne, ha…?
A Mi lenne, ha…? (eredeti cím: What If...?) 2021 és 2024 között vetített amerikai számítógépes animációs akció-antológiasorozat, amelyet A.C. Bradley készített a Disney+ számára az azonos című képregénysorozat alapján. A Marvel-moziuniverzum (MCU) televíziós sorozat világának negyedik tagja, amelyet a Marvel Studios gyárt és ez a stúdió első animációs sorozata. A sorozat a multiverzum alternatív idővonalait kutatja, hogy mi lenne, ha az MCU-filmek főbb eseményei másként történnének meg. Bradley a fő forgatókönyvíró, míg Bryan Andrews a rendező.
A Mi lenne, ha…? első évadjának premierje Amerikában 2021. augusztus 11-én volt, amely kilenc epizódon át futott egészen október 6-ig. Az MCU negyedik fázisának tagja. A sorozat pozitív kritikát kapott a kritikusoktól. Magyarországon 2022. június 14-én mutatták be a szinkronizált változatot.
A második évadot 2023. december 22-én mutatták be az MCU ötödik fázisának a részeként, a harmadik évadot pedig 2024. december 22-én szintén az MCU ötödik fázisának a részeként.

## Előzmények
A Marvel karaktereinek alternatív változatai, életeseményei szintén képregényként jelentek meg többször az évtizedek során, ezek a történetek jellemzően rövid, alkalmi történetek, hangsúlyos, drámaibb változásokkal; nem összekeverendők a részletesebb idővonalakkal, például karakterek több, új korszakban elindított történeteivel – amilyen az MCU maga is –, ezért is szerepel mindegyik címében a történet egyértelműen alternatív voltára utaló What if...? kifejezés.
Először 1976-ben jelent meg ilyen képregény Roy Thomas jóvoltából, aminek címe: Mi lenne, ha... Pókember csatlakozna a Fantasztikus Négyeshez? Sok hasonló történet jelent meg ezután, melyekben valaki képességei megváltoztak, elvesztek, soha nem is voltak, vagy mást ruháztak fel velük. Volt, hogy valaki átlagember maradt, meghalt, életben maradt, nem házasodott meg, megházasodott másvalakivel, (új) gyereke született, vagy egy másik szupercsapat tagja lett. A megváltozott körülmények lehetőséget adtak vicceskedő, parodisztikus történeteknek is, de olyanoknak is, ahol a negatív karakterek győztek, vagy épp belőlük vált hős. Első körben 1976-tól 1984-ig jelentek meg különféle hasonló alternatív idővonalakon játszódó történetek, melyekben Uatu, a szemlélő az egyetlen állandó, változatlan szereplő, mert szemlélőként látja az eredeti 616-os Föld mellett az azokkal párhuzamosan létező világok eseményeit is, ezért ő is narrálja ezeket a történeteket. 1989-től 1998-ig újabb képregények foglalkoztak az alternatív idővonalakkal, de ezeket már nem Uatu narrálta, bár előfordult bennük. What If...? képregények végül egész 2011-ig jelentek meg, számos régebbi történet újrakiadást is megért.

## Ismertető
A sorozat bemutatja, hogy mi történne, ha a Marvel-moziuniverzum (MCU) filmjeiből származó főbb pillanatok másként történnének.

## Szereplők

### Főszereplő
| Szereplő        | Eredeti hang   | Magyar hang   | Leírás | Évad |
| --------------- | -------------- | ------------- | --- | ---- |
| Uatu / Szemlélő | Jeffrey Wright | Csankó Zoltán | A földönkívüli Szemlélő faj egyik tagja, akik felesküdtek a multiverzum eseményeinek megfigyelésére, azonban az esküje meg is köti a kezét, mert az események folyásába tilos beleavatkoznia. A sorozatban a narrátor szerepkörét tölti be, aki végigkalauzolja a nézőt a különböző alternatív univerzumokon. | 1–3. |

### Vendégszereplők
| Szereplő                                           | Eredeti hang                                       | Magyar hang                                               | Évad   |
| -------------------------------------------------- | -------------------------------------------------- | --------------------------------------------------------- | ------ |
| Peggy Carter / Carter Kapitány                     | Hayley Atwell                                      | Balsai Móni                                               | 1–3.   |
| James "Bucky" Barnes                               | Sebastian Stan                                     | Hamvas Dániel                                             | 1–3.   |
| Howard Stark                                       | Dominic Cooper (fiatalon)                          | Welker Gábor                                              | 1., 3. |
| Howard Stark                                       | John Slattery                                      | Tarján Péter                                              | 2.     |
| Abraham Erskine                                    | Stanley Tucci                                      | Csuha Lajos                                               | 1–2.   |
| Arnim Zola                                         | Toby Jones                                         | Háda János                                                | 1.     |
| John Flynn                                         | Bradley Whitford                                   | Seder Gábor                                               | 1.     |
| Johann Schmidt / Vörös Koponya                     | Ross Marquand                                      | Rosta Sándor                                              | 1.     |
| Ultron                                             | Ross Marquand                                      | Hirtling István                                           | 1., 3. |
| Steve Rogers / Amerika Kapitány / Hydra Ölő        | Josh Keaton                                        | Zámbori Soma                                              | 1–2.   |
| Clint Barton / Sólyomszem                          | Jeremy Renner                                      | Stohl András                                              | 1–2.   |
| Nick Fury                                          | Samuel L. Jackson                                  | Gáti Oszkár (1. évad) Barbinek Péter (2–3. évad)          | 1–3.   |
| Dum Dum Dugan                                      | Neal McDonough                                     | Kardos Róbert                                             | 1.     |
| T'Challa / Fekete Párduc / Űrlord                  | Chadwick Boseman                                   | Debreczeny Csaba                                          | 1.     |
| Yondu Udonta                                       | Michael Rooker                                     | Scherer Péter                                             | 1–3.   |
| Thanos                                             | Josh Brolin                                        | Kőszegi Ákos (1., 3. évad) Mihályi Győző (2. évad)        | 1–3.   |
| Taneleer Tivan / A gyűjtő                          | Benicio del Toro                                   | Kaszás Gergő                                              | 1.     |
| Ego                                                | Kurt Russell                                       | Dörner György (1. évad) Menszátor Héresz Attila (2. évad) | 1–2.   |
| Carina                                             | Ophelia Lovibond (1. évad) Kari Wahlgren (3. évad) | Dögei Éva                                                 | 1., 3. |
| Proxima Éjfél                                      | Carrie Coon                                        | Varga Klára                                               | 1., 3. |
| Áspis Száj                                         | Tom Vaughan-Lawlor                                 | Seder Gábor                                               | 1., 3. |
| Nebula                                             | Karen Gillan                                       | Varga Gabriella                                           | 1–3.   |
| Korath                                             | Djimon Hounsou                                     | Barabás Kiss Zoltán                                       | 1.     |
| T'Chaka / Fekete Párduc                            | John Kani                                          | Papp János                                                | 1.     |
| T'Chaka / Fekete Párduc                            | Atandwa Kani (fiatalon)                            | Horváth-Töreki Gergely                                    | 2.     |
| Kraglin Obfonteri                                  | Sean Gunn                                          | Szatmári Attila                                           | 1.     |
| Sokkolóarc                                         | Chris Sullivan                                     | Bognár Tamás                                              | 1.     |
| Howard, a kacsa                                    | Seth Green                                         | Kassai Károly                                             | 1–3.   |
| Okoye                                              | Danai Gurira (1. évad) Kenna Ramsey (3. évad)      | Bognár Gyöngyvér (1. évad) Varga Klára (3. évad)          | 1., 3. |
| Drax, a Pusztító                                   | Fred Tatasciore                                    | Jászai László (1. évad) Kis Horváth Zoltán (2. évad)      | 1–2.   |
| Corvus Glaive                                      | Fred Tatasciore                                    | Papucsek Vilmos                                           | 1.     |
| Volstagg                                           | Fred Tatasciore                                    | Schneider Zoltán                                          | 1.     |
| Groot                                              | Fred Tatasciore                                    | Dézsy Szabó Gábor                                         | 2–3.   |
| Peter Quill                                        | Brian T. Delaney                                   | Miller Zoltán                                             | 1.     |
| Peter Quill                                        | Mace Montgomery Miskel (fiatalon)                  | Peregovits Dániel                                         | 2.     |
| Bruce Banner / Hulk                                | Mark Ruffalo                                       | Rajkai Zoltán                                             | 1–3.   |
| Loki                                               | Tom Hiddleston                                     | Csőre Gábor                                               | 1–3.   |
| Phil Coulson                                       | Clark Gregg                                        | Dolmány Attila                                            | 1., 3. |
| Sif                                                | Jaimie Alexander                                   | Bognár Anna                                               | 1.     |
| Brock Rumlow                                       | Frank Grillo                                       | Makranczi Zalán                                           | 1–2.   |
| Natasha Romanoff / Fekete Özvegy                   | Lake Bell                                          | Csondor Kata                                              | 1–2.   |
| Tony Stark / Vasember                              | Mick Wingert                                       | Fekete Ernő                                               | 1–3.   |
| Hank Pym / Fullánk / Hangya                        | Michael Douglas                                    | Dörner György (1. évad) Pataki Ferenc (2. évad)           | 1–2.   |
| Betty Ross                                         | Stephanie Panisello                                | Kelemen Kata                                              | 1.     |
| Thaddeus Ross                                      | Mike McGill                                        | Rosta Sándor                                              | 1.     |
| Carol Danvers / Marvel Kapitány                    | Alexandra Daniels                                  | Mórocz Adrienn                                            | 1., 3. |
| Dr. Stephen Strange / Legfőbb Doctor Strange       | Benedict Cumberbatch                               | Simon Kornél                                              | 1–2.   |
| Christine Palmer                                   | Rachel McAdams                                     | Ruttkay Laura                                             | 1.     |
| Wong                                               | Benedict Wong (1. évad) David Chen (3. évad)       | Hajdu Steve                                               | 1., 3. |
| Ősmágus                                            | Tilda Swinton                                      | Kiss Eszter                                               | 1.     |
| Christine Everhart                                 | Leslie Bibb                                        | Zsigmond Tamara                                           | 1.     |
| O'Bengh                                            | Ike Amadi                                          | Sipos Imre                                                | 1.     |
| Peter Parker / Pókember                            | Hudson Thames                                      | Baráth István                                             | 1.     |
| Vízió / J.A.R.V.I.S. / Fehér Vízió                 | Paul Bettany                                       | Czvetkó Sándor                                            | 1., 3. |
| Kurt                                               | David Dastmalchian                                 | Dér Zsolt                                                 | 1.     |
| Harold "Happy" Hogan / Zombi Happy                 | Jon Favreau                                        | Kálid Artúr                                               | 1–2.   |
| Hope van Dyne / Darázs                             | Evangeline Lilly                                   | Németh Kriszta                                            | 1.     |
| Hope van Dyne / Darázs                             | Madeleine McGraw (fiatalon)                        | Hegedűs Johanna                                           | 2.     |
| Scott Lang / Hangya                                | Paul Rudd                                          | Széles Tamás                                              | 1–2.   |
| Sharon Carter/Machinátor                           | Emily VanCamp                                      | Földes Eszter                                             | 1., 3. |
| Erik "Koncoló" Stevens                             | Michael B. Jordan                                  | Ember Márk                                                | 1.     |
| Ramonda                                            | Angela Bassett                                     | Radó Denise                                               | 1.     |
| Ulysses Klaue                                      | Andy Serkis                                        | Szabó Győző                                               | 1.     |
| James Rhodes                                       | Don Cheadle                                        | Takátsy Péter                                             | 1.     |
| Obadiah Stane / Bástya                             | Kiff VandenHeuvel                                  | Sörös Sándor (1. évad) Zöld Csaba (3. évad)               | 1., 3. |
| Pepper Potts                                       | Beth Hoyt                                          | Major Melinda                                             | 1.     |
| Shuri                                              | Ozioma Akagha                                      | Törőcsik Franciska                                        | 1., 3. |
| Nagymester                                         | Jeff Goldblum (1-2. évad) Matt Friend (3. évad)    | Seress Zoltán (1-2. évad) Szabó Sipos Barnabás (3. évad)  | 1–3.   |
| Thor                                               | Chris Hemsworth                                    | Nagy Ervin                                                | 1–3.   |
| Jane Foster                                        | Natalie Portman                                    | Zsigmond Tamara                                           | 1.     |
| Korg                                               | Taika Waititi                                      | Karácsonyi Zoltán                                         | 1–3.   |
| Topaz                                              | Rachel House                                       | Nyakó Júlia (1-2. évad) Réti Szilvia (3. évad)            | 1–3.   |
| Frigga                                             | Josette Eales                                      | Kováts Adél                                               | 1.     |
| Hogun                                              | David Chen                                         | Tokaji Csaba                                              | 1.     |
| Fandral                                            | Max Mittelman                                      | Szatory Dávid                                             | 1.     |
| Surtur                                             | Clancy Brown                                       | Kőszegi Ákos (1. évad) Orbán Gábor (2. évad)              | 1–2.   |
| Maria Hill                                         | Cobie Smulders                                     | Szinetár Dóra                                             | 1–2.   |
| Darcy Lewis                                        | Kat Dennings                                       | Csifó Dorina                                              | 1–3.   |
| Georges Batroc                                     | Georges St-Pierre                                  | Csík Csaba Krisztián                                      | 1.     |
| Gamora                                             | Cynthia McWilliams                                 | Solecki Janka                                             | 1–2.   |
| Yon-Rogg                                           | Jude Law                                           | Dévai Balázs                                              | 2.     |
| Garthan Saal                                       | Peter Serafinowicz                                 | Hirtling István                                           | 2.     |
| Irani Rael / Első Nova                             | Julianne Grossman                                  | Menszátor Magdolna                                        | 2.     |
| Bill Foster / Goliath                              | Laurence Fishburne                                 | Varga Gábor                                               | 2–3.   |
| Mar-Vell / Starforce                               | Keri Tombazian                                     | Laurinyecz Réka                                           | 2.     |
| Vaszily Karpov                                     | Gene Farber                                        | Láng Balázs (2. évad) Lux Ádám (3. évad)                  | 2–3.   |
| Justin Hammer                                      | Sam Rockwell                                       | Viczián Ottó                                              | 2.     |
| Sergei                                             | Isaac Robinson-Smith                               | Ficzere Béla                                              | 2.     |
| Rustam Vyschlesav                                  | Matthew Waterson                                   | Sótonyi Gábor                                             | 2.     |
| Valkűr                                             | Tessa Thompson                                     | Gubik Petra                                               | 2–3.   |
| Melina Vostokoff                                   | Rachel Weisz (2. évad) Kari Wahlgren (3. évad)     | Ullmann Mónika                                            | 2–3.   |
| Wanda Maximoff / Skarlát Boszorkány / Wanda Merlin | Elizabeth Olsen                                    | Szilágyi Csenge                                           | 2–3.   |
| Kahhori                                            | Devery Jacobs                                      | Dér Marus                                                 | 2–3.   |
| Wahta                                              | Kiawentiio                                         | Eredeti hang                                              | 2.     |
| Atahrak                                            | Jeremy White                                       | Eredeti hang                                              | 2.     |
| Gonzolo konkvisztádor                              | Gabriel Romero                                     | Eredeti hang                                              | 2.     |
| Izabella spanyol királynő                          | Carolina Ravassa                                   | Eredeti hang                                              | 2.     |
| Odin                                               | Jeff Bergman                                       | Fodor Tamás                                               | 2.     |
| Hela                                               | Cate Blanchett                                     | Bertalan Ágnes                                            | 2.     |
| Hela                                               | Liv Zamora (gyerekként)                            | Takó-Boross Flóra                                         | 2.     |
| Hszü Ven-vu                                        | Feodor Chin                                        | Kaszás Gergő                                              | 2.     |
| Csia-ji                                            | Lauren Tom                                         | Zsigmond Tamara                                           | 2.     |
| Heimdall                                           | Idris Elba                                         | Barabás Kiss Zoltán                                       | 2.     |
| Sun-jüan                                           | Michael Hagiwara                                   | Bordás János                                              | 2.     |
| Sam Wilson / Amerika Kapitány                      | Anthony Mackie                                     | Papp Dániel                                               | 3.     |
| Monica Rambeau                                     | Teyonah Parris                                     | Szabó Emília                                              | 3.     |
| Alexei Shostakov / Vörös Őr                        | David Harbour                                      | Király Attila                                             | 3.     |
| Shang-Chi                                          | Simu Liu                                           | Rohonyi Barnabás                                          | 3.     |
| Nakia                                              | Brittany Adebumola                                 | Trokán Nóra                                               | 3.     |
| Marc Spector / Holdlovag                           | Oscar Isaac                                        | Mészáros Béla                                             | 3.     |
| Agatha Harkness                                    | Kathryn Hahn                                       | Bertalan Ágnes                                            | 3.     |
| Kingo                                              | Kumail Nanjiani                                    | Kovács Lehel                                              | 3.     |
| Edwin Jarvis                                       | James DʼArcy                                       | Czvetkó Sándor                                            | 3.     |
| Arishem                                            | David Kaye                                         | Zöld Csaba                                                | 3.     |
| Morales vadőr                                      | America Ferrera                                    | Réti Adrienn                                              | 3.     |
| Drejkov tábornok                                   | Piotr Michael                                      | Besenczi Árpád                                            | 3.     |
| Kaecilius                                          | Jared Butler                                       | Rába Roland                                               | 3.     |
| Malekith                                           | Steve French                                       | Sztarenki Pál                                             | 3.     |
| Laufey                                             | Andrew Morgado                                     | Epres Attila                                              | 3.     |
| Zeusz                                              | Darin De Paul                                      | Szabó Győző                                               | 3.     |
| Riri Williams / Vasszív                            | Dominique Thorne                                   | Ladányi Júlia                                             | 3.     |
| Quentin Beck / Mysterio                            | Alejandro Saab                                     | Mészáros Béla                                             | 3.     |
| Jing Nan                                           | Michelle Wong                                      | Fehér Anna                                                | 3.     |
| Megtestesült                                       | D. C. Douglas                                      | Fillár István                                             | 3.     |
| Hóhér                                              | Darin De Paul                                      | Sztarenki Pál                                             | 3.     |
| Eminenciás                                         | Jason Isaacs                                       | Harmath Imre                                              | 3.     |
| Kate Bishop                                        | Hailee Steinfeld                                   | Csuha Bori                                                | 3.     |
| John Walker / USA ügynök                           | Wyatt Russell                                      | Krausz Gergő                                              | 3.     |
| Hszü Hszia-ling                                    | Csang Meng-er                                      | Széles Flóra                                              | 3.     |
| Sonny Burch                                        | Walton Goggins                                     | Kaszás Gergő                                              | 3.     |
| Kuaj Csün-fan                                      | Allen Deng                                         | Gyetvai Martin                                            | 3.     |
| Ororo Munroe / Ciklon                              | Alison Sealy-Smith                                 | Pálmai Anna                                               | 3.     |
| Byrdie                                             | Natasha Lyonne                                     | Ágoston Katalin                                           | 3.     |

### Magyar változat
- Magyar szöveg: Stern Gábor (1–2. évad), Imri László (3. évad)
- Szakértő: Aradi Gergely
- Felvevő hangmérnök: Jacsó Bence
- Vágó: Kajdácsi Brigitta
- Gyártásvezető: Kincses Tamás (1–2. évad), Gelencsér Adrienne (3. évad)
- Szinkronrendező: Tabák Kata
- Produkciós vezető: Hagen Péter
- Művészeti vezető: Maciej Eyman

A szinkront a Mafilm Audio Kft. készítette el.

## Epizódok
| Évad | Évad | Epizódok | Eredeti sugárzás    | Eredeti sugárzás   | Eredeti adó        | Magyar sugárzás    | Magyar sugárzás  | Magyar adó |
| Évad | Évad | Epizódok | Évadpremier         | Évadfinálé         | Eredeti adó        | Évadpremier        | Évadfinálé       | Magyar adó |
| ---- | ---- | -------- | ------------------- | ------------------ | ------------------ | ------------------ | ---------------- | ---------- |
|      | 1    | 9        | 2021. augusztus 11. | 2021. október 6.   |                    | 2022. június 14.   | 2022. június 14. |            |
|      | 2    | 9        | 2023. december 22.  | 2023. december 30. | 2023. december 22. | 2023. december 30. |                  |            |
|      | 3    | 8        | 2024. december 22.  | 2024. december 29. | 2024. december 22. | 2024. december 29. |                  |            |

## Gyártás

### Fejlesztés
2018 szeptemberéig a Marvel Studios több sorozatot fejlesztett anyavállalata, a Disney streaming szolgáltatásának, a Disney+-nak. 2019 márciusában a Marvel Studios bejelentette, hogy a What If...? képregény alapján sorozatot készít. A sorozat azt mutatná be, hogyan változna az MCU, ha bizonyos események másképp történnének, például ha Loki Thor Mjölnir kalapácsát irányítaná. Egy hónappal később a Disney és a Marvel hivatalosan is bejelentette a sorozatot. Az alkotója A.C. Bradley lesz. A rendezője Bryan Andrews.  2019 decemberében Feige elárulta, hogy az első évad 10 epizódból áll, és már elkezdték fejleszteni a második évadot.

### Forgatókönyv
Feige a sorozat bejelentésével elmagyarázta, hogy az MCU „kulcseseményeit” veszi alapul és megváltoztatja őket. Például az első epizódban Peggy Carter kapja meg a szuper-katona szérumot Steve Rogers helyett.  A.C. Bradley a sorozat fő írója Matthew Chauncey pedig a történetek szerkesztője. 30 lehetséges epizódot tervezett és írt Bradley, Andrews, Winderbaum, Matthew Chauncey, Simona Paparelli és Ryan Little a What If...? képregények által inspirálva, Feige pedig a 30 opció közül kiválasztott 10 epizódot.
Bradley eredetileg olyan epizódot írt volna, amely azt mutatta volna, hogy Jane Forster lesz Thor, de ezt az ötletet elvetették, mivel a MCU Thor: Szerelem és mennydörgés (2022) című filmje pontosan ugyanezen történeten alapszik. Minden epizód az Végtelen Saga egy filmjére összpontosít. Victoria Alonso vezető producer elmondta, hogy a sorozat alkalmat adott arra, hogy minél több változatosságot mutasson be az MCU-nak, és hogy kihasználja a több mint 6000 karaktert, amelyekhez a Marvel Studios hozzáférhetett.

### Szereposztás
A Marvel terve az volt, hogy az MCU-filmekben szereplő színészek újból eljátsszák a szerepüket a sorozatban.
A 2019-es San Diego Comic-Con-on Feige nyilvánosságra hozta a szereplőket. Visszatér Michael B. Jordan, Sebastian Stan, Josh Brolin, Mark Ruffalo, Tom Hiddleston, Samuel L. Jackson, Chris Hemsworth, Hayley Atwell, Chadwick Boseman, Karen Gillan, Jeremy Renner, Paul Rudd, Michael Douglas, Neal McDonough, Dominic Cooper, Sean Gunn, Natalie Portman, David Dastmalchian, Stanley Tucci, Taika Waititi, Toby Jones, Djimon Hounsou, Jeff Goldblum, Michael Rooker és Chris Sullivan. Feige azt is bejelentette, hogy Jeffrey Wright lesz a főszereplő, Uatu / Szemlélő. Goldblum később novemberben jelezte, hogy Robert Downey Jr. is megismétli a szerepét. 2021 januárjában Frank Grillo megerősített, hogy ő is visszatér.

### Szinkronizálás
A sorozat szinkronizálása 2019 augusztusában kezdődött és 2020 elején fejeződött be. A gyártás otthonról folytatódott a koronavírus-járvány idején.

### Animáció
Stephan Franck az animáció vezetőjeként dolgozik a sorozatban, amely egy rajzfilmszerű animációs stílust mutat be, amiben a karakterek jellemei a filmek színészeinek karakterszerűsége alapján készültek. Ryan Meinerding, a Marvel Studios vizuális fejlesztési vezetője Andrews-szal együttműködve megtalálta a sorozat animációs stílusát, amelyet Bradley inkább „filmes stílusnak” nevezett. Bradley hozzátette, hogy a Marvel „megpróbálta felhasználni a színpalettát, a megvilágítást [és] a karaktertervet, hogy minél több történetet meséljen el”. Alonso szerint az animációs közeg lehetővé tette a Marvel Studios számára, hogy világszerte új cégekkel működjön együtt. Squeeze készítette az animációt az első évad öt epizódjában, a Flying Bark Productions pedig további három animációt csinálta.

### Zene
Laura Karpman a zeneszerzője a sorozatnak.

## Marketing
A sorozat első ízelítőjét a 2019-es D23 során vetítettek, amik az Univerzum Tágítása címmel, láthatóak voltak a Disney+-on.  Az első előzetese 2020 decemberében jelent meg. Ennek az előzetes alapján, az io9 James Whitbrookja érezte, hogy a sorozat jó lesz. Chris Evangelista a Filmtől szintén úgy gondolta, hogy „nagyon rohadtul jó” lesz, és úgy érezte, hogy a Mi lenne, ha...? jó ürügy volt arra, hogy lényegében felrobbantsák az MCU-t, amint tudjuk, és teljesen új, furcsább történeteket meséljünk el, amelyek soha nem kapják meg a saját játékfilmjüket”. A Polygon írásában, Petrana Radulovic érezte, hogy az előzetes „teljes mértékben rámutatott az [elbeszélés] lehetőségeire.” A sorozat első epizódját részletesebben szemléltették az Annecy Nemzetközi Animációs Filmfesztivál Women in Animation paneljén, 2021 júniusában. Szintén ebben a hónapban a Hyundai Motor Company a Marvel Studiosszal együttműködve marketing kampányt folytatott a Hyundai Tucson és a Mi lenne, ha...?, a WandaVízió, A Sólyom és a Tél Katonája, valamint a Loki népszerűsítésére. A reklámokat a Marvel készítette, és egy „világon belüli” történetet akartak elmondani a sorozat elbeszélésén belül.
2021 januárjában a Marvel bejelentette „Marvel Must Haves” programját, amely új játékokat, könyveket, ruházatot, lakberendezést és egyéb árucikkeket tár fel a Mi lenne, ha...? epizódjaihoz kapcsolódóan, az epizódok megjelenését követő hétfőkön.

## Megjelenés
A Mi lenne, ha...? 2021. augusztus 11-én debütált a Disney+-on. Az első évad kilenc epizódot tartalmaz, amelyek hetente jelentek meg egészen október 6-ig. Az MCU negyedik fázisának tagja. A második évad szintén 9 epizódból áll és 2023. december 22-én jelent meg napi részekkel. A harmadik évad 8 epizódból áll és 2024. december 22-én jelent meg, szintén napi részekkel.

## Fordítás
Ez a szócikk részben vagy egészben  a   What If...? (TV series) című angol Wikipédia-szócikk ezen változatának fordításán alapul.  Az eredeti cikk szerkesztőit annak laptörténete sorolja fel. Ez a jelzés csupán a megfogalmazás eredetét és a szerzői jogokat jelzi, nem szolgál a cikkben szereplő információk forrásmegjelöléseként.